# Hinokitiol
Hinokitiol (β-thujaplicin) är en naturlig monoterpenoid som finns i trä från  träd i familjen cypressväxter. Det är ett derivat av tropolon och en av thujaplicinerna Hinokitiol används ofta inom tandvård och behandlingsprodukter på grund av dess bredspektrum antivirala, antimikrobiella, och antiinflammatorisksa verkan. Hinokitiol är en zink- och järnjonofor, dessutom är den godkänd som livsmedelstillsats.
Namnet Hinokitiol härstammar från det faktum att det ursprungligen isolerades i taiwanesisk cypress år 1936. Det är faktiskt nästan frånvarande i japansk ädelcypress, medan det finns i hög koncentration (ca 0,04% av kärnved) i Juniperus cedrus, Thujopsis dolabrata och Thuja plicata. Det kan lätt extraheras från cederträet med lösningsmedel och ultraljudsbehandling.
Hinokitiol är strukturellt relaterat till tropolon, som saknar isopropylsubstituenten. Tropoloner är välkända kelatbildare.

## Antimikrobiell aktivitet
Hinokitiol har ett brett spektrum av biologiska aktiviteter, av vilka många har utforskats och karakteriserats i den vetenskaplig litteraturen. Den första och mest kända är den potenta antimikrobiella aktiviteten mot många bakterier och svampar, oavsett antibiotikaresistens. Specifikt har Hinokitiol visat sig vara effektivt mot Streptococcus pneumoniae, Streptococcus mutans och Staphylococcus Aureus, vanliga mänskliga patogener. Dessutom har Hinokitiol visat sig ha hämmande effekter på Chlamydia trachomatis och kan vara kliniskt användbar som ett topiskt läkemedel.

### Antiviral aktivitet
Nyare studier har visat att Hinokitiol också visar anti-viral verkan när den används i kombination med en zinkförening mot flera humana virus inklusive rhinovirus, coxsackievirus och mengovirus. Att bota virala infektioner har potential att skörda massa ekonomisk nytta och måste vara av stor betydelse för globala institutioner som Världshälsoorganisationen. Genom att försämra viralt polyprotein bearbetning, Hinokitiol inhiberar viral replikation - emellertid är denna förmåga beroende på tillgängligheten av tvåvärda metalljoner, som hinokitiol kelaterar. 
Närvaron av zink i kombination med Hinokitiol stöder dessa kapaciteter och diskuteras nedan.

## Andra aktiviteter
Förutom bredspektrum antimikrobiell aktivitet har Hinokitiol även antiinflammatorisk och anti-tumöraktivitet, karakteriserad i ett antal in vitro cellstudier och in vivo djurstudier. Hinokitiol hämmar viktiga inflammatoriska markörer, såsom TNF-a och NF-kB, och dess potential för behandling av kroniska inflammatoriska eller autoimmuna tillstånd undersöks. Hinokitiol befanns tillföra cytotoxicitet på flera framstående cancercellinjer genom att inducera autofagiska processer.

### Coronavirusforskning
Potentiella antivirala effekter av Hinokitiol härrör från dess verkan som zink-jonofor. Hinokitiol möjliggör tillströmningen av zinkjoner i celler, vilket hämmar replikationsmaskineriet i RNA-virus och därefter hämmar replikationen av viruset. Några anmärkningsvärda RNA-virus inkluderar humant influensavirus, SARS. Zinkjoner kunde signifikant hämma virusreplikation inom celler och visade att åtgärden var beroende av zinktillströmning. Denna studie gjordes med zinkjonoforpyrition, som fungerar på mycket liknande sätt som Hinokitiol. 
I cellkulturer hämmar hinokitiol förökningen av humant rhinovirus, coxsackievirus och mengovirus. Hinokitiol stör behandlingen av virala polyproteiner, vilket hämmar replikationen av picornavirus. Hinokitiol hämmar replikationen av picornavirus genom att försämra den virala polyproteinbearbetningen och genom att den antivirala aktiviteten hos hinokitiol är beroende av tillgången på zinkjoner.

### Järn-jonofor
Hinokitiol har visat sig återställa hemoglobinproduktionen hos gnagare. Hinokitiol fungerar som järn-jonofor för att kanalisera järn till celler, ökar intracellulära järnnivåer. Cirka 70% av järnet hos människor finns i röda blodkroppar och specifikt hemoglobinproteinet. Järn är viktigt för nästan alla levande organismer, och det är ett kritiskt element i flera anatomiska funktioner som syretransportsystemet, syntesen av deoxiribonukleinsyra (DNA) och elektrontransport och en järnbrist kan leda till blodsjukdomar som anemi som kan vara signifikant skadligt för både fysisk och mental prestation.

## Zinksynergism
Hinokitiol är en zinkjonofor och denna förmåga antas hämma viral replikation. I korthet, som en zinkjonofor, hjälper Hinokitiol att transportera molekyler till celler genom ett plasmamembran eller ett intracellulärt membran, vilket ökar den intracellulära koncentrationen av den specificerade molekylen (ex. Zink). Genom att dra fördel av de antivirala egenskaperna hos zink, i kombination med Hinokitiol, kan därför upptag av zink påskyndas.

### Cancerforskning
I cellkulturer och djurstudier har hinokitiol visats hämma metates och har antiproliferativa effekter på cancerceller.

#### Zinkbrist
Zinkbrist har visats i vissa cancerceller och att återställa optimala intracellulära zinknivåer kan leda till undertryckande av tumörtillväxt. Hinokitiol är en dokumenterad zink-jonofor, men mer forskning krävs vid denna tidpunkt för att fastställa effektiva koncentrationer av leveransmetoder för Hinokitiol och zink. 
Relaterade studier
- "Effects of dietary zinc on melanoma growth and experimental metastasis..."[28]
- "Dietary zinc deficiency fuels esophageal cancer development by inducing a distinct inflammatory signature..."[29]
- "Association between serum zinc levels and lung cancer: a meta-analysis of observational studies..."[30]
- "Research progress on the relationship between zinc deficiency, related microRNA s, and esophageal carcinoma..."[31]

## Produkter som innehåller Hinokitiol

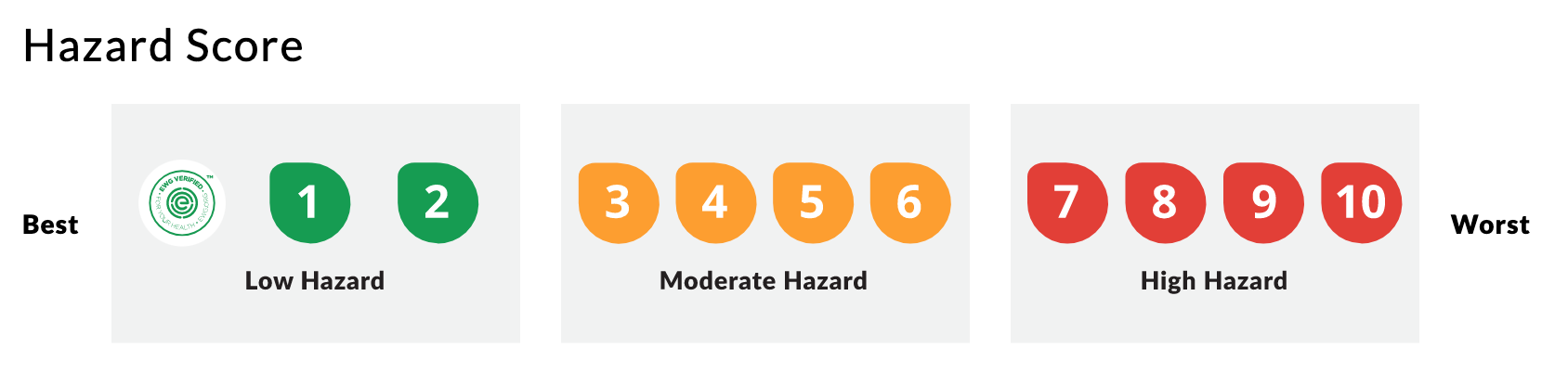
EWG Scoring Scale

Hinokitiol används ofta i en rad konsumentprodukter, inklusive: kosmetika, tandkräm, munsprayer, solskyddsmedel och hårväxtprodukter. Ett av de ledande varumärkena i försäljningen av konsumentprodukter med hinokitiol är Hinoki Clinical. Hinoki Clinical (est. 1956) bildades strax efter att den första industriella utvinningen av hinokitiol började år 1955.Hinoki har för närvarande över 18 olika produktserier med hinokitiol som ingrediens. Ett annat varumärke, nämligen "Relief Life", har stoltserat med över en miljon försäljningar av sin "Dental Series" tandkräm som innehåller hinokitiol. Andra kända tillverkare av hinokitiolbaserade produkter är Otsuka Pharmaceuticals, Kobayashi Pharmaceuticals, Taisho Pharmaceuticals, SS Pharmaceuticals. Förutom Asien börjar företag som Swanson Vitamins® använda hinokitiol i konsumentprodukter på marknader som USA och Australien som ett antioxidant serum och i andra produkter. Under 2006 klassificerades hinokitiol under Domestic Substances List i Kanada som icke-långlivade, icke-bioackumulerande och giftfria för vattenlevande organismer Miljöarbetsgruppen (EWG), en amerikansk aktivistgrupp, har ägnat en sida till ingrediensen hinokitiol som indikerar att det är "låg risk" i områden som "Allergier och immunotoxicitet", "Cancer" och "Utveckling och reproduktionstoxicitet" gav Hinokitiol en poäng på 1-2. Till skillnad från Hinokitiols poäng uppvisar Propylparaben, en ingrediens som fortfarande säljs i olika munvatten, enorm toxicitet och farliga problem. Propylparaben har bedömts av Europeiska kommissionen för hormonstörning som en mänsklig hormonstörning bland andra oro  lämnar det till en rating på 4-6 på EWG:s webbplats. 

### Dr ZinX
Den 2 april 2020 lämnade Advance Nanotek, en australisk tillverkare av zinkoxid, in en gemensam patentansökan med AstiVita Limited, för en anti-viral komposition som inkluderade olika munvårdsprodukter med hinokitiol som en viktig komponent. Varumärket som nu innehåller denna nya uppfinning kallas Dr ZinX och kommer sannolikt att släppa sin zink + hinokitiol-kombination 2020. Den 18 maj 2020 publicerade Dr ZinX testresultat för "Kvantitativ suspensionstest för utvärdering av virucidal verksamhet inom det medicinska området" med en '3.25 log' minskning (99.9% minskning) för en koncentration i 5 minuter mot COVID-19 surrogat fcov Zink är ett viktigt kosttillskott och spårämne i kroppen. Globalt beräknas att 17,3% av befolkningen har otillräckligt zinkintag.

## Historia

### Upptäckt
Hinokitiol upptäcktes 1936 av Dr. Tetsuo Nozoe från den essentiella oljekomponenten i taiwanesisk cypress. Upptäckten av denna förening med en heptagonal molekylstruktur, som sägs inte existera i naturen, erkändes globalt som en stor prestation i kemins historia.

#### Nozoe Tetsuo
Nozoe Tetsuo föddes i Sendai, Japan den 16 maj 1902. Vid 21 års ålder startade han en kemikurs vid Tohoku Imperial University på Institutionen för kemi. Efter sin examen i mars 1926 stannade Nozoe kvar som forskningsassistent men lämnade snart Sendai för Formosa (nu känt som Taiwan) i slutet av juni 1926.
Nozoes huvudsakliga forskningsintressen låg i studien av naturprodukter, särskilt de som finns i Formosa. Nozoes dokumenterade arbete i Formosa gällde de kemiska komponenterna i Taiwanesisk cypress, ett infött barrträd som växer i bergsområden. Nozoe fann en ny förening, hinokitiol, från komponenterna i denna art och rapporterade den för första gången 1936 i en särskild utgåva av Bulletin of the Chemical Society of Japan.
När ett symposium, "Tropolone and Allied Compounds" organiserades av the Chemical Society of London i november 1950, omnämndes Nozoes arbete med hinokitiol som ett banbrytande bidrag till tropolonkemi, vilket hjälpte Nozoes forskning att få erkännande i väst. Nozoe kunde publicera sitt arbete på hinokitiol och dess derivat i Nature 1951 tack vare J. W. Cook, ordförande för symposiet. Nozoes arbete, som började med forskning om naturprodukter i Taiwan och utvecklades fullt ut i Japan på 1950-talet och 60-talet, introducerade ett nytt fält av organisk kemi, dvs kemi av icke-bensenoida aromatiska föreningar. Hans arbete mottogs väl i Japan och därmed mottog Nozoe Kulturorden, den högsta äran för forskare och konstnärer, 1958, vid 56 års ålder.

### En Lovande Framtid
Från och med 2000-talet har forskare insett att hinokitiol kan vara av värde som läkemedel, särskilt för att hämma bakterien Chlamydia trachomatis.
Kemisten Martin Burke och hans kollegor vid University of Illinois at Urbana–Champaign och på andra institutioner, upptäckte en betydande medicinsk användning av hinokitiol. Burkes mål var att övervinna oregelbunden järnleverans hos djur. Brister av flera proteiner kan leda till järnbrist i celler (anemi) eller motsatt effekt, hemokromatos. Med hjälp av genutarmade jästkulturer som surrogat screenade forskarna ett bibliotek av små biomolekyler efter tecken på järnleverans och därmed celltillväxt. Hinokitiol dök upp som den som återställde cellfunktionalitet. Ytterligare arbete från teamets sida etablerade mekanismen genom vilken hinokitiol återställer eller minskar järn i cellerna. De ändrade sedan sin studie till däggdjur och fann att när gnagare som hade konstruerats för att sakna "järnproteiner" matades med hinokitiol, återfick de järnupptaget i tarmen. I en liknande studie på zebrafisk återställdes hemoglobinproduktionen av molekyler. En kommentar till Burke et als arbete gav hinokitiol smeknamnet "Järnmansmolekylen". Detta är passande/ironiskt eftersom upptäckaren av molekylen, Tetsuo Nozoes, förnamn, kan översättas till svenska som "Järnmannen". 
Betydande forskning har också genomförts på hinokitiols orala tillämpningar med tanke på den ökade efterfrågan på Hinokitiolbaserade orala produkter. En sådan studie, i ett samarbete mellan 8 olika institutioner i Japan, med titeln: "Antibacterial Activity of Hinokitiol Against Both Antibiotic-Resistant and -Susceptible Pathogenic Bacteria That Predominate in the Oral Cavity and Upper Airways," kom till slutsatsen att "hinokitiol uppvisar antibakteriell aktivitet mot ett brett spektrum av patogena bakterier och har låg cytotoxicitet mot mänskliga epitelceller"

#### Relevanta studier
- "Zn2+ inhibits coronavirus and arterivirus RNA polymerase activity in vitro and zinc ionophores block the replication of these viruses in cell culture..."[17]
- "Antiviral Activity of the Zinc Ionophores Pyrithione and Hinokitiol against Picornavirus Infections..."[2]
- "Detection of SARS-associated coronavirus in throat wash and saliva in early diagnosis..."[46]
- "High expression of ACE2 receptor of 2019-nCoV on the epithelial cells of oral mucosa..."[47]
- "Antiviral Medication..."[48]
- “Antiviral Agent and Throat Candy, Gargle, and Mouthwash Using the Same...”[49]
- ”“Antibacterial and antifungal Activity Method, Therapeutic Method of Infectious Diseases and Preserving Method of Cosmetics...”[50]
- “Protective effect of hinokitiol against periodontal bone loss in ligature-induced experimental periodontitis in mice...”[51]
- "A New Antidiabetic Zn(II)–Hinokitiol (β-Thujaplicin) Complex with Zn(O4) Coordination Mode..."[52]
- "[Zn(hkt)2] (Zinc & Hinokitiol) exerted the main effect on peripheral organs by ameliorating insulin resistance..."[53]